# Kamil Holý
Kamil Holý (28. září 1873 České Budějovice – 26. ledna 1952 Praha) byl český divizní generál, spisovatel a dramatik.

## Život
Pocházel z české vojenské rodiny. Po ukončení střední školy absolvoval ve Vídni Vojenskou technickou akademii (1891–1895) jako poručík a Válečnou školu (1898–1900).
Před 1. světovou válkou měl mj. praxi důstojníka generálního štábu a službu na ministerstvu války jako ženijní referent. Během války působil ve štábních funkcích na srbské, ruské a italské frontě, kde byl v prosinci 1916 zástupcem náčelníka štábu. V červenci 1917 se stal ve Vídni přednostou odboru válečného zásobování. Válku ukončil jako plukovník rakousko-uherské branné moci.
Od listopadu 1918 do května 1919 byl mimo službu. Poté byl krátce pobočníkem generála Maurice Pellého a Hlavního velitele Československé branné moci v Praze. Od července 1919 byl velitelem 17. pěší brigády na slovenském válčišti, pak velitelem 12. pěší divize a 9. pěší divize v Trnavě. Generálem se stal v listopadu 1920. V letech 1923–1926 působil jako vojenský přidělenec ve Varšavě a posléze jako ředitel Vojenského archivu (1926–1928). R. 1928 převzal jako divizní generál 6. pěší divizi v Brně a v únoru 1930 odešel na vlastní žádost do penze.
Kamil Holý nebyl jen voják, ale také spisovatel – psal německy a česky, hlavně dramata se sociální tendencí, básně a historická díla. Redigoval Zprávy vojenského archivu. Používal pseudonymy Clarus Hild a H. Clarus. V Brně bydlel na adrese U Městského domu 2 (nyní Šilingrovo náměstí).

## Dílo

### Práce v němčině
- Auf launischen Pegasus rund um die Erde!: (Kolem světa na rozmarném Pegasu!) verše – Wien: Wilhelm Braumüller, 1913
- Erblich entlastet: (Dědičná úleva) problém ve 3 jednáních – Wien: W. Braumüller, 1913
- Krieg: (Válka) hra o 3 jednáních – Wien: W. Braumüller, 1913
- Lacht nicht! (Nesměj se!) Kein Spott in Wort und Gebärde! – Wien: W. Braumüller, 1913
- Glühende Lieder: (Žhavé písně) – Wien: A. Pichl, 1916
- Crimen curnis: Das sündige Fleisch: (Hříšné tělo) hra o 3 jednáních ve verších – Wien: A. Pichl, 1916

### Spisy
- Tažení v Haliči a v Polsku r. 1914: vylíčení událostí na ruském válčišti v prvním roce světové války, se zvláštním zřetelem na účast bývalých rakousko-uherských vojsk – Praha: Vojenský archiv republiky Československé (VARČS), 1928
- Žižka strateg: kritické úvahy o jeho taženích – Praha: VARČS, 1928

### Drama
- Arcivévoda: činohra z posledních dnů světové války o 3 jednáních – Praha: František Švejda, 1920
- Kapitál: činohra o 3 jednáních – Praha: F. Švejda, 1920
- Potopa: činohra ve 3 jednáních s předehrou a dohrou – Praha: F. Švejda, 1921
- Boj zásad: činohra o 3 jednáních – Praha: F. Švejda, 1922
- Proti splavu: problém o 3 jednáních – Praha: Zora, 1924
- Očista: činohra o 3 dějstvích – Praha: Evžen J. Rosendorf, 1933
- S. O. S.!: hra 3 dějstvích – Praha: E. J. Rosendorf, 1934
- Vše pro národ!: Satirická veselohra o 3 dějstvích – Praha: E. J. Rosendorf, 1935
- Ve vlastních spárech: hra o 3 dějstvích – Praha: E. J. Rosendorf, 1937